# Phonétique
Ne doit pas être confondu avec Phonologie.
La phonétique est une branche de la linguistique qui étudie les phones (les sons) en tant que plus petits segments de la parole, du point de vue physique, physiologique, neurophysiologique et neuropsychologique, c’est-à-dire de leur production, transmission, audition et évolution dans le processus de communication humaine par la langue, en utilisant des moyens spécifiques pour leur description, classification et transcription,,,,,,,.
Certains auteurs incluent dans l’objet de la phonétique les traits suprasegmentaux de la parole (accent, intonation, etc.), dont s’occupe, dans cette vision, l’une de ses branches, la phonétique suprasegmentale, plus connue sous le nom de « prosodie »,,. L’étude des traits suprasegmentaux est l’un des aspects par lesquels la phonétique dépasse le niveau élémentaire constitué par le son. Elle le fait également en étudiant les influences entre sons (assimilation, dissimilation, etc.) ou la formation des syllabes.
Par phonétique on entend aussi, parfois, celui des domaines d’une langue qui inclut ses sons et ses traits prosodiques, à côté de sa grammaire et de son lexique.
L’objet de la phonétique fut précisé lors de l’apparition d’une discipline apparentée, la phonologie, appelée aussi « phonétique fonctionnelle », qui distingue les phones des phonèmes. La phonétique étudie la partie matérielle des sons et des traits suprasegmentaux, toute la variété de leurs réalisations concrètes, conditionnées individuellement ou par leur position, indépendamment de leur fonction de communication et du niveau structurel auquel ils apparaissent (mot, limite entre mots, phrase, etc.), en excluant donc le rapport entre les sons et les traits suprasegmentaux, d’une part, et leur signification linguistique, de l’autre. En revanche, la phonologie s’en occupe dans une perspective fonctionnelle, celle de distinguer des significations, les phonèmes étant des invariants, des représentations abstraites de sons qui constituent leurs variantes, appelées allophones,,.
Comme la linguistique, la phonétique peut être générale ou celle d’une certaine langue,,, cette dernière étant parfois nommée « phonétique appliquée ».

## Méthodes de la phonétique
Quant à ses débuts, on peut parler d’une phonétique élémentaire, méthode par laquelle les sons étaient étudiés uniquement sur la base de ce qu’une oreille humaine entraînée est capable de distinguer. Cette approche, qui ne pouvait être que subjective, fut dépassée ultérieurement par la méthode objective de la phonétique expérimentale, appelée aussi instrumentale,. Ses bases furent jetées à la fin du XIXe siècle par l’abbé Jean-Pierre Rousselot.
Les méthodes se sont développées grâce aux progrès techniques. À partir des années 1930 on a employé des appareils électroacoustiques, ensuite électroniques, d’enregistrement et d’analyse. À la suite du développement impétueux de la technique et surtout de l’informatique, la recherche de la production et de la perception de la parole a considérablement avancé,,.

## Branches de la phonétique
Les sons pouvant être étudiés de nombreux points de vue (production, transmission, audition, évolution, etc.), il s’est formé dans le cadre de la phonétique autant de branches qui s’occupent de ces aspects.

### Branches de la phonétique générale
La phonétique générale est liée à plusieurs sciences. Elle est en relation avec la neurophysiologie et la neuropsychologie par le fait que la production des sons est anticipée par des processus ayant lieu dans le cerveau, et leur décodage est conditionné par des processus du même genre. Leur production et réception est le fait d’organes spécifiques. L’anatomie contribue à leur description et la physiologie à leur fonctionnement. Par leurs caractéristiques physiques, les sons font aussi l’objet de l’acoustique, et l’informatique aussi contribue à leur recherche,.

#### La phonétique neurophysiologique
Cette branche relativement peu développée cherche à décrire les mécanismes cérébraux de l’encodage et du décodage de la parole chez le sujet parlant en tant qu’émetteur et en tant que récepteur.

#### La phonétique articulatoire
Cette branche de la phonétique est parmi les plus anciennes, ses éléments se trouvant déjà dans la linguistique de l’Inde antique. Elle est liée à l’anatomie et à la physiologie, étant aussi appelée « phonétique physiologique ». Elle étudie le fonctionnement des organes de la parole pour articuler les sons.

#### La phonétique acoustique
La phonétique acoustique étudie les propriétés physiques des sons de la parole en tant que vibrations, à savoir leur fréquence, amplitude, durée et intensité au cours de leur transmission du locuteur à l’auditeur. Cette branche utilise avec prédilection les moyens électroniques d’enregistrement, d’analyse, de production, d’amplification, de transfert et de reproduction des sons,,.

#### La phonétique auditive
Cette branche de la phonétique s’occupe de la perception, de la différenciation, du décodage et de la catégorisation des sons de la parole en tant que phénomènes concernés par l’oreille, le nerf auditif et le cerveau, impliquant donc l’anatomie, la physiologie, la neurophysiologie et la neuropsychologie,.

### Branches de la phonétique de langues concrètes
Dans le cadre de la linguistique qui s’occupe d’une langue donnée, la phonétique étudie ses sons et ses traits suprasegmentaux, dans une perspective synchronique ou diachronique. Elle étudie aussi les influences entre sons à l’intérieur des mots et au contact entre ceux-ci. L’étude phonétique peut également s’étendre à deux ou plusieurs langues.
La phonétique descriptive est synchronique. Elle décrit et classifie les sons d’une certaine langue dans une période déterminée,.
La phonétique syntaxique a pour objet les influences entre sons au contact entre mots qui constituent un syntagme, comme l’élision ou la liaison en français,, ex. enfants [ɑ̃fɑ̃] vs enfants adorés [ɑ̃fɑ̃zadɔre].
La phonétique historique est diachronique. Elle s’occupe de l’évolution des sons d’une langue au cours du temps,. Ses représentants les plus notables furent les linguistes allemand August Schleicher (1821-1868) et russe Filipp Fortunatov (1848-1914).
La phonétique comparée étudie l’évolution parallèle des sons dans plusieurs langues apparentées. Elle est apparue en même temps que la phonétique historique et en étroite liaison avec celle-ci, les deux se supposant et se complétant réciproquement,.

#### La phonotaxe
La phonotaxe ou phonotactique tient aussi bien de la phonétique, que de la phonologie d’une langue donnée. Elle étudie les séquences de sons (du point de vue de la phonétique), respectivement de phonèmes (du point de vue de la phonologie) pouvant exister dans cette langue, c’est-à-dire quels sons peuvent apparaître et dans quelles positions dans la langue en cause (par exemple structures possibles de syllabes, séquences de consonnes). Ces possibilités et les restrictions qu’elles impliquent constituent les règles phonotactiques de la langue,,.

## La transcription phonétique
Avant de pouvoir enregistrer la parole, les phonéticiens ont eu besoin de la noter par écrit le plus fidèlement possible, nécessité qui est restée actuelle. Il a existé et il existe plusieurs systèmes de transcription phonétique, certains spécifiques pour telle ou telle langue, d’autres généraux. Les plus nombreux sont fondés sur les alphabets courants, parfois en en combinant plusieurs, par exemple le latin, le grec ou d’autres, usant de signes diacritiques aussi. Il y a également des systèmes non alphabétiques, par exemple celui d’Otto Jespersen, qui rendent les sons par des formules représentant leurs traits articulatoires.
Au XXIe siècle on utilise couramment, surtout dans les ouvrages de phonétique générale et de phonétique de langues concrètes destinés à une audience internationale, l’alphabet phonétique international, basé principalement sur l’alphabet latin, contenant aussi des lettres grecques, des signes spéciaux, certains dérivés de lettres (par exemple des lettres renversées), des signes diacritiques et des signes pour noter le caractère long ou bref des sons, la limite entre syllabes, la place de l’accent, etc.

## Applications de la phonétique
La phonétique présente de l’intérêt non seulement pour la linguistique, mais elle est aussi appliquée dans de nombreux domaines de la vie. Tels sont la logopédie, l’enseignement pour les sourds, les enquêtes de police, l’enseignement des acteurs, l’analyse des œuvres littéraires du point de vue auditif, la synthèse vocale (par exemple pour sonoriser l’écriture à l’intention des aveugles), la rhétorique (l’effet des sons dans les discours), la stylistique (l’expressivité des sons), l’enseignement des langues étrangères, la phoniatrie (traitement des troubles de la parole), la production des audioprothèses, etc.